# Georg Heinrich Maier
Georg Heinrich Maier (* 16. April 1907 in Tübingen, Königreich Württemberg; † Oktober 1945 in Baranowitschi, Belarussische SSR, Sowjetunion) war ein deutscher Rechtswissenschaftler und Journalist. Seine akademische Laufbahn begann er in Berlin unter dem Rechtshistoriker Ernst Rabel, sie endete jedoch aufgrund seiner Kritik an den Nationalsozialisten 1934. In seinen rechtswissenschaftlichen Werken beschäftigte er sich vor allem mit Fragen des Erbrechts und der Frage der irrtümlichen Zahlung fremder Schulden.  In seinen genuin rechtsgeschichtlichen Werken befasste Maier sich mit der Entwicklung der Zession und der Abschöpfung von Bereicherungen im Römischen Recht.
Maier wandte sich nach Ende seiner akademischen Laufbahn dem Journalismus zu und schrieb noch bis Herbst 1936 Zeitungsartikel, in denen er Vorhaben der Nationalsozialisten, teils offen, teils verdeckt, kritisierte. Um weiteren Repressalien zu entgehen, trat er 1939 der Wehrmacht bei und starb 1945 in sowjetischer Kriegsgefangenschaft. Sein Tod hinterließ nach Einschätzung seiner Kollegen eine große Lücke in der Wissenschaft des Römischen Rechtes der Nachkriegszeit.

## Leben

### Frühes Leben und beginnende akademische Laufbahn
Maier wurde am 16. April 1907 in Tübingen als Sohn des Philosophen Heinrich Maier geboren. Sein Großvater mütterlicherseits war der Philosoph Christoph von Sigwart und sein Urgroßvater Heinrich Christoph Wilhelm von Sigwart. Seine Schwester war die Wissenschaftshistorikerin und Philosophin Anneliese Maier. Beide Eltern von Georg Heinrich Maier waren schwäbischer Herkunft. Maier schlug ebenfalls eine akademische Laufbahn ein. Er entschied sich für die Beschäftigung mit dem Römischen Recht.
Nach Besuchen von Gymnasien in Göttingen, Heidelberg und Berlin begann Maier, in Berlin Rechtswissenschaften zu studieren, wo er die erste juristische Staatsprüfung ablegte. Als Referendar begann er, sich wissenschaftlich zu betätigen. So veröffentlichte er einen Artikel mit dem Titel Regress wegen Zahlung fremder Schulden, wenn nicht nomine debitoris gezahlt ist? in der Savigny-Zeitschrift für Rechtsgeschichte 1930 und drei Beiträge im Rechtsvergleichenden Handwörterbuch von Franz Schlegelberger zum Erbrecht 1931.
Maier wurde ein Schüler von Ernst Rabel und legte 1932 die Dissertation mit dem Titel Prätorische Bereicherungsklagen vor, mit der er summa cum laude zum doctor iuris utriusque promoviert wurde. 1933 habilitierte er sich mit einer Schrift unter dem Titel Juris vinculum inter personas, Studien zum Römischen und modernen Obligationsbegriff. Maier veröffentlichte die Habilitationsschrift zeitlebens nicht; sie wurde posthum 1953 und 1954 in zwei Aufsätzen publiziert und wurde als „großartige historisch-methodische Betrachtung über die Natur des Forderungsrechtes“ bezeichnet.

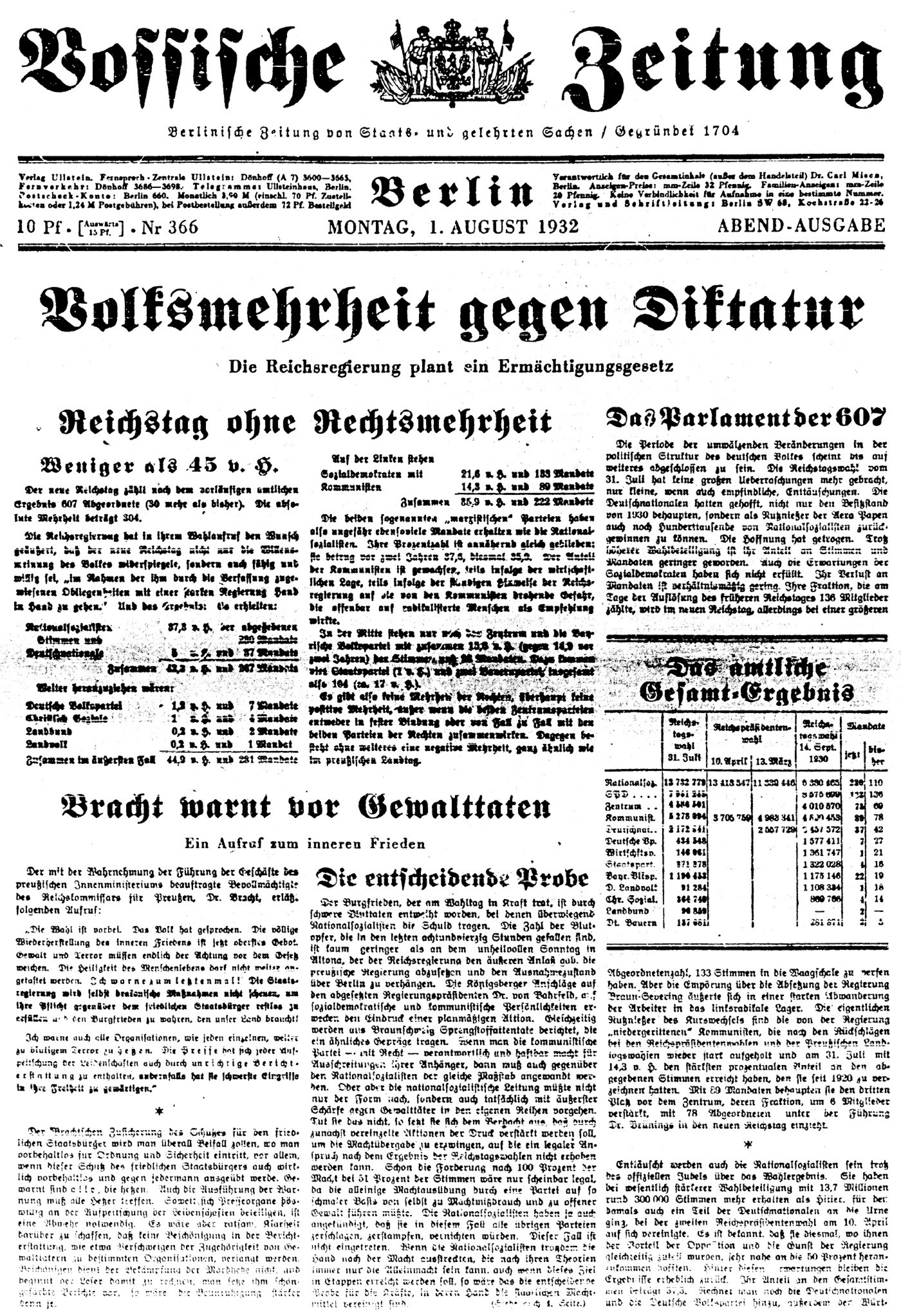
Titelseite der Vossischen Zeitung vom 1. August 1932.

Im Jahr 1934 setzten die Nationalsozialisten seiner beginnenden akademischen Laufbahn ein Ende. Maier wurde durch das Preußische Kultusministerium trotz von der juristischen Fakultät angenommener Habilitation die venia legendi verweigert. Wegen eines Aufsatzes in der Vossischen Zeitung über die Ausbildung des akademischen Nachwuchses und der Weigerung, Mitglied des NS-Dozentenbundes zu werden, wurde er für mehrere Wochen im Konzentrationslager Oranienburg interniert. Auch seine Schwester Anneliese geriet in politische Konflikte mit den Nationalsozialisten und bekam Probleme mit ihrer Habilitation 1934. Im Gegensatz zu ihrem Bruder blieb sie nicht im Deutschen Reich, sondern ging nach Italien.
Die universitäre Laufbahn war Maier nach seiner Internierung im Konzentrationslager verschlossen, und so betätigte er sich als Anwalt. Während dieser Zeit klagte er darüber, dass er mit seinen Mandaten kaum die Kosten seines Büros bezahlen könne und er Schwierigkeiten bei der Zulassung in die Anwaltskammer gehabt habe. Auch mit seinem Sozius in der Kanzlei soll Maier nach eigenen Angaben Probleme gehabt haben. Die Tätigkeit als Anwalt übte er bis 1939 aus. In Berlin verkehrte er trotz der von den Nationalsozialisten verhängten Repressalien gegen ihn in der Gesellschaft von anderen Romanisten, so unter anderem Brigitte Levy, die Maier als „erste Romanistin“ bezeichnete. Ihr Vater Ernst Levy hatte die Dissertation von Maier revidiert und 1932 in der gemeinsam mit Maiers Doktorvater Rabel herausgegebenen Reihe Romanistische Beiträge zur Rechtsgeschichte veröffentlicht. Maier veröffentlichte in den Jahren 1934 und 1935 noch drei Besprechungen von romanistischen Arbeiten in der Zeitschrift der Savigny-Stiftung. Seine letzte wissenschaftliche Arbeit wurde der Artikel Novation in Schlegelbergers Rechtsvergleichendem Handwörterbuch.

### Journalistische Veröffentlichungen
Neben der Tätigkeit als Anwalt publizierte er weiter in Zeitungen, auch in Opposition zum NS-Regime, so in der Vossischen Zeitung und in der Frankfurter Zeitung. Zu den Aufsätzen gehörte auch eine Kommentierung eines Urteils der Richterin Hedwig Reimer, die später Maiers Frau wurde. Nachdem die Vossische Zeitung am 31. März 1934 aufgrund eines Verbotes eingestellt worden war, wechselte er 1935 zur Frankfurter Zeitung. Dort arbeitete er mit Hans Kallmann zusammen, der seit 1933 Artikel über Gesetzgebung und Rechtspraxis veröffentlichte. Maier schrieb bis Herbst 1936 zahlreiche Artikel in der Frankfurter Zeitung, die er häufig mit M. unterzeichnete, aber auch mit Richter oder Spiegler. Letzteres scheint eine Anspielung auf Eike von Repgow, den Verfasser des Rechtsspiegels Sachsenspiegel, zu sein. Bei einigen anonymen Beiträgen ergibt sich aus ihrem Inhalt, dass der Autor nur ein „gebildeter Rechtshistoriker“ sein könne. Diese werden auch Maier zugeordnet.
Inhaltlich beschäftigte sich Maier in dieser Zeit mit verschiedenen juristischen Themen. Andreas Wacke identifiziert drei Schwerpunkte in der Arbeit von Maier. Den ersten Schwerpunkt bilden dabei justizpolitische Themen wie die Überleitung der Gerichte auf das Reich, der Volksgerichtshof, die Verdrängung von Frauen aus Justiz und Rechtspflege sowie die Frage von Unabhängigkeit und Unabsetzbarkeit von Richtern und andere weniger politische juristische Themen, wie die reformatio in peius, Bagatellverfahren und Reformen im juristischen Studium. Im Rahmen der Artikel von Maier über diese juristischen Themen identifiziert Wacke als Hauptthemen Maiers das Straf- und Strafprozessrecht sowie die Scheidungspraxis, insbesondere im Rahmen von sogenannten „Mischehen“.
Maier beteiligte sich durch seine Artikel an der rechtswissenschaftlichen Diskussion, indem er über Referentenkommentare zu den Nürnberger Rassegesetzen und die Frage schrieb, ob Kommentare aus der Zeit vor 1933 noch zu benutzen oder stattdessen durch „gesundes Volksempfinden“ zu verdrängen seien. Im November 1935 gab es einen Vorschlag des NS-Juristenbundes im Paragraph 1 des deutschen Bürgerlichen Gesetzbuches, den Begriff Mensch auszutauschen, weil dieser nach Ansicht der NS-Juristen die „Verschiedenheit von Volksgenosse, Reichsbürger, Ausländer, Jude usw.“ nicht zeige. Maier antwortete darauf, dass eines der Ziele des Juristenbundes sei, die „wissenschaftliche[n] Abstraktionen als lebensfremd zu beseitigen“ und Unterschiede zwischen Ungleichem als „gottgegebene[…] Realitäten zu betonen“. Gerade der Begriff des Menschen sei aber laut Maier nicht dazu gedacht gewesen, solche Unterschiede zu zeigen. Nach Ansicht von Günther Gillessen in seinem Buch über die Frankfurter Zeitung sei diese Replik mutig und zeige verkürzt, was das Blatt gegen die Diskriminierung der Juden zu äußern hatte.
Maier berichtete im Rahmen der Berichte über justizpolitische Themen über zahlreiche Eingriffe des NS-Regimes in verschiedene Rechte, so beispielsweise die Zensur der Presse, das Schriftleitergesetz, die Aufenthaltsbeschränkungen gegenüber Pfarrern, die Anklage aufgrund eines verweigerten Flaggengrußes gegen einen Bürgermeister, Einschränkungen des Kündigungsschutzes von jüdischen Arbeitern und Kündigung wegen früherer kommunistischer Betätigung.
Der zweite Schwerpunkt seiner Arbeit war nach Wacke die Berichterstattung über juristische Veranstaltungen. Dazu gehörte unter anderem ein Bericht über den Deutschen Juristentag in Leipzig 1936. Maier betonte den Bruch mit der Tradition der früheren Juristentage und hielt die Tagung mehr für einen „NS-Rechtswahrertag“ als eine „Heerschau und Feierkundgebung des deutschen Rechtsstandes“. Andere Veranstaltungen, über die Maier berichtete, waren Vorträge von Roland Freisler, Carl Schmitt und Walter Simons. Maier bot in seinen Berichten Einblicke in Tagungen der Akademie für Deutsches Recht und eine Tagung von Carl Schmitt für Hochschullehrer unter dem Titel Das Judentum in der Rechtswissenschaft.
Als dritten Schwerpunkt seiner publizistischen Tätigkeit nennt Wacke die Hochschulpolitik. Maier berichtete hier zum einen über äußere Änderungen des Hochschulbetriebes. So trugen die Professoren der Berliner Fakultäten traditionell Talare in vier Farben. Zur Zeit des Nationalsozialismus kam zu den Talaren häufig ein braunes Hemd. Maier berichtete außerdem über juristische Änderungen, so die Reichshabilitationsordnung und das Gesetz zur Entpflichtung von Hochschullehrern. In seinen Beiträgen berichtete Maier ferner über Professoren, darunter am 28. Januar 1934 über den 60. Geburtstag seines Doktorvaters Rabel, der drei Jahre später in die USA emigrieren musste. Glückwünsche umfassten Paul Oertmann, Rudolf Stammler, aber auch Franz Schlegelberger. Maier wies auf die Zwangsemeritierung vieler Rechtswissenschaftler wie Martin Wolff, Heinrich Triepel, Ernst Levy oder Walter Jellinek hin.
Die Publikationstätigkeit Maiers stieß auf Widerstand im Nationalsozialismus. Im Publikationsorgan der SS, Das Schwarze Korps, erschien am 24. September 1936 ein ganzseitiger „Hetz-Artikel“ gegen Maier mit dem Titel Der Fall M. : Hinterlist mit Methode. Dabei beanstandeten die Autoren die Kritik Maiers an den Rechtsänderungen der Nationalsozialisten, gestehen Maier aber zu, dass er geschickt diese Kritik mit gelegentlichem Lob oder Wohlwollen verbinde, um sich nicht zu sehr angreifbar zu machen. Das Ergebnis des Artikels war dennoch, dass die Beiträge Maiers als „zersetzend“ einzustufen seien. Maier sei deswegen die Aufnahme in die Organisation der Schriftsteller zu versagen. Der Autor des Artikels forderte ein Pressegerichtsverfahren gegen Maier.
Zunächst führten die Angriffe gegen Maier und die Frankfurter Zeitung nicht zum Erfolg. So wurde auf Befehl des Vorsitzenden der Berliner Gestapo, Reinhard Heydrich, vom 14. Januar 1936 aufgrund eines von Maier verfassten Artikels über die richterliche Gesetzesbindung und einer Glosse Maiers über die Kündigung eines Kommunisten ein Gesuch an das Propagandaministerium gestellt, die Frankfurter Zeitung zu verbieten. Das Propagandaministerium wies entsprechende Gesuche zurück, denn zunächst sollte nach Hitlers Wunsch noch der Eindruck erweckt werden, dass nicht alle Zeitungen gleichgeschaltet seien. Trotzdem kam es zu weiteren Angriffen gegen Maier und zu einem zweiten Artikel in Das Schwarze Korps am 29. Oktober 1936. Der Aufhänger war, dass Maier erneut als Korrespondent an der Tagung der Akademie für Deutsches Recht teilnahm, obwohl Das Schwarze Korps seine Ablösung als Berichterstatter gefordert hatte. Ein weiterer Grund war ein Bericht Maiers über einen wegen Verstoßes gegen das Blutschutzgesetz angeklagten Juden aus Darmstadt, der zu Protesten im Ausland geführt hatte. Die Frankfurter Zeitung musste sich dann im Herbst 1936 von Maier trennen. Juristische Artikel, zumindest im Öffentlichen Recht, wurden nun von Oskar Stark geschrieben, der Ton der Kritik musste nach den Auseinandersetzungen um Maier jedoch sanfter werden.

### Letzte Lebensjahre
Im November des gleichen Jahres heiratete der Protestant die katholische Hedwig Reimer, mit der er zusammen vier Kinder hatte. Im Jahr 1939 trat Maier in die Wehrmacht ein, um weiteren Angriffen auf seine Person zu entgehen. Im Jahr 1942 war er als Nachfolger von Gerhard Dulckeit als Ordinarius für Römisches und Bürgerliches Recht an der Universität Heidelberg im Gespräch. Von allen zuständigen politischen Stellen wurde Maier jedoch als „untragbar“ eingestuft. Nach Burmeister und Wacke war insbesondere die negative Beurteilung durch den NS-Dozentenbund Grund für die Ablehnung der Berufung.
Im Laufe des Krieges erhielt Maier den Rang eines Oberleutnants der Luftwaffe. Im April 1945 geriet er bei der Eroberung Berlins in sowjetische Kriegsgefangenschaft. Er verstarb auf dem Weg nach Russland in Baranowitschi bereits im Oktober 1945. Diese Information wurde jedoch nicht übermittelt, und so galt er lange Zeit als verschollen. Erst im Jahr 1951 berichteten ehemalige Mitgefangene, dass sie Maier bereits 1945 begraben hätten. Maier hinterließ neben seiner Frau Hedwig Maier vier Kinder. Seine Ehefrau hatte sich schon im Herbst 1944 mit den vier Kindern nach Hirschau in der Nähe von Tübingen begeben. Sie schrieb mehrere Briefe an ihren verschollenen Ehemann, um ihm nach seiner erhofften Rückkehr die Möglichkeit zu geben, an dem nicht erlebten Teil des Lebens seiner Kinder doch irgendwie teilzuhaben. Einige dieser Aufzeichnungen veröffentlichte sie 1992 unter dem Titel Die Eroberung von Hirschau: Das Kriegsende in den Tagebuchbriefen von H. M. Im Jahr 1967 sprach die Bundesregierung Georg Heinrich Maier posthum eine Professur zu, wodurch seiner Witwe und seinen Kindern als Halbwaisen entsprechende Bezüge zuerkannt wurden.

## Werk und Einschätzung seines Wirkens
Aufgrund seiner nur kurzen Zeit im akademischen Betrieb und seines frühen Todes im Zweiten Weltkrieg konnte Georg Heinrich Maier nur wenige juristische Werke veröffentlichen. Ein thematischer Schwerpunkt bei den Artikeln und Aufsätzen lag im Bereich des Erbrechts. Seine Beiträge zum Rechtsvergleichenden Handwörterbuch von Franz Schlegelberger beschäftigten sich alle mit verschiedenen Begriffen des Erbrechts, wie dem Erbschaftskauf oder dem Erbschein im modernen Recht und in der Rechtsvergleichung. Einer seiner drei Buchbesprechungen beschäftigt sich mit dem Werk von Gianetto Longo über die hereditatis petitio im römischen Erbrecht. Mit dieser Möglichkeit konnte der Erbe von einem Dritten, bei dem sich Gegenstände aus der Erbmasse befanden, und dieser diese nicht herausgeben wollen, Wertersatz für diese Gegenstände zugesprochen bekommen. Die zweite Besprechung beschäftigt sich mit einem Werk von Harald Sieg zum Bessergebotsvorbehalt im Römischen Kaufrecht, einer Klausel, nachdem der Verkäufer von einem geschlossenen Kaufvertrag frei wurde, sofern innerhalb einer bestimmten Zeit ihm ein besseres Angebot gemacht wurde. Die dritte Besprechung beschäftigte sich mit einem Werk von Cesare Sanfilippo über die Wirksamkeit von erzwungenen Geschäften, also Geschäften, die nicht aus freiem Willen, sondern aufgrund eines äußeren Zwangs geschlossen worden sind, im Verhältnis zwischen dem römischen Zivilrecht und dem römischen Amtsrecht.

### Prätorische Bereicherungsklagen (1932)
In seiner Dissertation aus dem Jahr 1932 beschäftigt sich Georg Heinrich Maier insbesondere mit zwei Klagen des römischen Rechts, die auf die Abschöpfung von Bereicherung, also von dem Herausverlangen von Vermögenswerten, die ungerechtfertigt bei einer Person vorhanden sind, gerichtet waren. Dies war zum einen die actio in id quod pervenit, eine Pönalklage, also eine Strafklage aufgrund eines begangenen Deliktes, gegen den Erben des Täters. Dabei handelt es sich bei der actio in id quod pervenit um eine honorarrechtliche Klage, also eine Klage, die vom Prätor in seiner Amtsfunktion entwickelt worden war.  Die andere Klage, die Maier untersuchte, war die actio in quantum locupletior factus est, die es ermöglichte Bereicherungen rückabzuwickeln in Situationen, wie beispielsweise der eines handelnden Mündels, wo die ansonsten genutzten Kondiktionen nicht einschlägig waren. Das Ziel von Maiers Arbeit war es eine systematische Einordnung der beiden actiones in die bisherige Forschung zu erarbeiten. Dabei war der Fokus auf den Fallkonstellationen der beiden actiones, wo sie aufgrund eines Delikts oder aufgrund von Interdikten, nach Ablauf der Jahresfrist oder gegen den Erben, erteilt worden sind.
Den beiden actiones, auch sekundäre Bereicherungsklagen genannt, widmete Maier den ersten Teil seiner Dissertation, in dem er zunächst deren Grundlagen herausarbeite. Zu den Grundlagen der Bereicherungsklagen, die Maier herausstellte, gehört der Grundsatz, dass die erteilten Strafklagen bei den Delikten furtum, rapina, damnum iniuria datum und iniuria sich nicht auf den Erben des Täters eines Deliktes erstrecken. Maier arbeitete weiter heraus, inwieweit das römische Recht aber darüber hinaus eine anders begründete Haftung des Erben das römische Recht kannte und wodurch diese aber auch wieder beschränkt sein konnte. Aus den antiken Quellen konstruiert Maier dann für jedes der genannten Delikte und für weitere, inwieweit das römische Honorarrecht dann eine Bereicherungsklage gegen den Erben, also eine Klage auf Herausverlangung eines Vermögenswertes, der aufgrund des Deliktes beim Täter oder dann beim Erben vorhanden war, kannte. Dabei kommt er bezüglich der Frage, ob die Bereicherungshaftung des Erben, beispielsweise aufgrund der actio in id quod pervenit bereits in der Zeit der Republik und des Prinzipats ein allgemeines Prinzip war, zu dem Schluss, dass der älteste Beleg für ein allgemeines Prinzip sich in einer Stelle aus der nachklassischen Zeit finden lässt, aber auch keine Stellen dagegen sprechen, dass die Juristen der Klassik bereits eine Haftung des Erben auf Herausgabe der Bereicherung aus dem Delikt, kannten. In der Konstruktion der Texte der Klageformeln, also den Formulierungen der Klageerhebung, und des Edikts, also der Erklärung des Prätors in dem dieser die von ihm über das allgemeine Zivilrecht hinaus entwickelten Klagen niederschrieb, weicht Maier dabei nur leicht von den bisherigen Forschungsergebnissen ab.
Im zweiten Teil widmet sich Maier der Metusklage, also einer Klage gerichtet auf Rückgängigmachung einer Vermögensverschiebung, die auf einer Erpressung beruhte, gegen einen gutgläubigen Dritten, also einen an dem Zwang Unbeteiligten. Dabei wendet er sich gegen die bisherige Ansicht, die besagte, dass die Klage wegen Erpressung in klassischer Zeit nur gegen den Täter gerichtet werden konnte, und erst in der Zeit von Justinian I. auch gegen den Dritten gerichtet werden konnte. Dabei legt Maier vor allem eine sprachliche Argumentation vor, die von Hans Kreller, der seine Dissertation rezensierte, als „eindrucksvoll“ bezeichnet worden ist. Eine Neuschaffung der Klage gegen den Dritten durch Justinian hält er aufgrund des Gegensatzes zum Restitutionszwangs im byzantinischen Recht für „schwer vorstellbar“.
Im dritten Teil beschäftigt sich Maier vor allem mit der Auslegung des Begriffs „restituere“, dessen Auslegung in der bisherigen romanistischen Forschung Gegenstand von Debatten war. Er betont dabei, dass der Begriff nicht zu eng ausgelegt werden dürfe, und daher sowohl Schadensersatz in Form der Naturalrestitution, als auch die Herausgabe der Bereicherung umfassen müsse.

### Juris vinculum inter personas. Studien zum Römischen und modernen Obligationenbegriff(1933)
In seiner Habilitationsschrift beschäftigt sich Maier im ersten Teil mit der Frage der irrtümlichen Zahlung fremder Schulden im Recht des Bürgerlichen Gesetzbuchs. Dieser Teil erschien 1952 als Aufsatz im Archiv für die civilistische Praxis. Dabei schildert Maier zunächst die verschiedenen in der Literatur und der Praxis vertretenen Ansichten anhand mehrerer Fallkonstellationen, bevor er sie dann selbst bewertet. Maier kommt als Gesamtergebnis zu dem Schluss, dass als beste Lösung für die Frage der irrtümlichen Zahlung fremder Schulden gelten muss, dass die Zahlung befreiende Wirkung hat für den bisherigen Schuldner, aber der Zahlende durchaus die Möglichkeit der Anfechtung behält.
Der zweite Teil seiner Habilitationsschrift, der 1954 als Teil einer Festschrift für seinen Doktorvater Ernst Rabel erschien, beschäftigt sich mit der Entwicklung der Zession im römischen Recht. Dabei beschäftigt er sich insbesondere mit der Frage, ob die „behelfsmäßige Zession“ mit einem procurator in rem suam und einem cognitor. Dabei zieht er eine Stelle aus dem Codex Iustinianus heran, nach der dem Zessionar, also derjenige, dem eine Forderung abgetreten wird, bei Tod des Zedenten, also der, der eine Forderung abtritt, eine actio utilis gewährt wurde. Dabei stellt Maier aus einer Digestenexegese einer Stelle von Ofilius heraus, dass der Zessionar durch eine neben der Zession vereinbarte Sicherungsstipulation besonders geschützt worden sei. Zwar war die bisherige Forschung auch zu diesem Ergebnis gekommen, hatte dies aber nur mit einem Verweis auf Fundstellen in Papyri stützen können und nicht auf den Corpus Iuris Civilis.

### Bewertung seiner juristischen Arbeiten
Werner Flume beschreibt das Gedächtnis von Maier als „phänomenal[ ]“ und attestiert ihm eine umfassende Bildung. Zu einem ähnlichen Ergebnis kommt Wacke. Flume beschreibt ihn als Vertreter einer geschichtlichen Rechtswissenschaft und attestiert ihm, dass er einer der bedeutendsten Romanisten geworden wäre, sofern er den Krieg überlebt hätte. Zu dem gleichen Ergebnis kommt der österreichische Romanist Artur Steinwenter in der Rezension zum zweiten Teil der unveröffentlichten Habilitationsschrift in der Festschrift für Ernst Rabel. Steinwenter führt aus, dass der Text Maiers zeige, was für ein Verlust sein Tod für die romanistische Wissenschaft in der zweiten Hälfte des 20. Jahrhunderts sei. Er attestiert Maier eine sichere Beherrschung des Umgangs mit den Quellen. Auch Hans Kreller würdigt in seiner Rezension zu Maiers Dissertation die „gewissenhafte[ ] Quellenexegese“. Kreller stellt als Ergebnis heraus, dass die Arbeit Maiers „alle Vorzüge der konservativen Textkritik“ aufweisen würde und „als Produkt philologischer Akribie und juristischen Scharfsinns volle Anerkennung“ verdiene.

### Einschätzung seiner journalistischen Arbeit
Die journalistischen Artikel Maiers aus der Zeit des Nationalsozialismus zeigen laut Flume ein einzigartiges „juristisch-publizistische[s] […] Können[ ]“ und seien Ausdruck eines „furchtlosen Einsatzes im Kampf gegen den nationalsozialistischen Totalitarismus“. Seine Artikel führten zu Versuchen der nationalsozialistischen Machthaber die Publikationstätigkeit Maiers oder die der Frankfurter Zeitung zu verbieten. In der Rezension seiner journalistischen Arbeit wird der darin zum Ausdruck gebrachte Widerstand Maiers gegen rechtliche Entwicklungen im Nationalsozialismus erwähnt. Als Widerstandskämpfer im klassischen Sinne wird Maier jedoch nicht eingestuft.

## Publikationen

### Monographien
- Prätorische Bereicherungsklagen (= Romanistische Beiträge zur Rechtsgeschichte 5). Dissertation 1932.
- Juris vinculum inter personas. Studien zum Römischen und modernen Obligationenbegriff. Habilitation 1933. Erschienen in zwei Teilen: 1. Irrtümliche Zahlung fremder Schulden, in: Archiv für die civilistische Praxis, Band 152 (1952/53), S. 97–111; 2. Zur Geschichte der Zession, in: Geschichte der antiken Rechte und allgemeinen Rechtslehre, Festschrift für Ernst Rabel, Band 2, hg. von Wolfgang Kunkel, 1954, S. 205–233.

### Aufsätze und Buchbesprechungen
- Regress wegen Zahlung fremder Schulden, wenn nicht nomine debitoris gezahlt ist?. In: Zeitschrift der Savigny-Stiftung für Rechtsgeschichte. Romanistische Abteilung. Band 50, 1930, S. 486–500.
- Besprechung von Harald Sieg: Quellenkritische Studien zur Bessergebotsklausel (in diem addictio) im Römischen Kaufrecht (1933). In: Zeitschrift der Savigny-Stiftung für Rechtsgeschichte: Romanistische Abteilung. Band 54, 1934, S. 468–471.
- Besprechung von Cesare Sanfilippo, Il metus nei negoti giuridici, (Padua 1934). In: Zeitschrift der Savigny-Stiftung für Rechtsgeschichte: Romanistische Abteilung. Band 55, 1935, S. 402 f.
- Besprechung von Gianetto Longo, L’heriditatis petitio (Padua 1933). In: Zeitschrift der Savigny-Stiftung für Rechtsgeschichte: Romanistische Abteilung. Band 55, 1935, S. 413–419.

### Artikel in Wörterbüchern
- Erbschaftsanspruch. In: Rechtsvergleichendes Handwörterbuch. Herausgegeben von Franz Schlegelberger, Band 3, 1931, S. 122–125.
- Erbschaftskauf. In: Rechtsvergleichendes Handwörterbuch. Band 3, 1931, S. 125–128
- Erbschein (Publizität im Erbrecht). In: Rechtsvergleichendes Handwörterbuch. Band 3, 1931, S. 129–135.
- Novation. In: Rechtsvergleichendes Handwörterbuch. Band 5, 1936, S. 451–456.